# François Becquey
Pour les articles homonymes, voir Becquey.
François Becquey (1759 – 1834), juriste de formation, est un fonctionnaire de l’État, parlementaire sous l’Empire (Corps législatif).

## Biographie
François Becquey, fils d’Augustin Alexis Becquey (1725 - 1807), magistrat (lieutenant-criminel au bailliage et siège présidial de Vitry-le-François), et de Marie de Torcy (1726 - 1815), issue d’une famille aisée de magistrat, est né le 13 avril 1759 à Vitry-le-François.

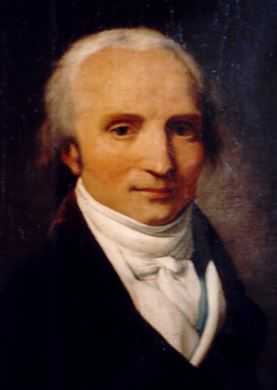
Portait de François Becquey.

Il est issu d’une fratrie de sept enfants ;
- Marie Madeleine (1754 - 1755) ;
- Augustin Joseph (17 décembre 1755 à Vitry-le-François - 7 juin 1827 (à 71 ans) à Châlons-sur-Marne), ecclésiastique[2],[note 3] ;
- Marie Madeleine (1757 - 1838), mariée à Joseph de Saint-Genis le 26 juillet 1785 à Vitry-le-François ;
- François (13 avril 1759 à Vitry-le-François[3] - 22 décembre 1834 (à 75 ans) à Châlons-sur-Marne[4]) ;
- Louis (1760 à Vitry-le-François - 2 mai 1849 (à 88 ans)  à Paris), marié à Sophie Marguerite Le Blanc (1764 - 1841) ;
- Nicolas (1762 - 1764) ;
- Marie Marguerite Mélanie (1763 - 1768).

Il se marie avec Marie Perette Turpin le 19 novembre 1792 à Châlons-sur-Marne.
De son mariage sont nés six enfants :
- Augustine (Châlons  1793 - Châlons 1794)[note 4] ;
- François (Châlons 1794 – Châlons 1814)[note 5] ;
- Cécile (Châlons 1796 - Paris 1817), sans alliance[note 6] ;
- Charles (Châlons 1797 - Vertus 1878), sous-préfet de Sainte-Menehould, préfet du Jura, chevalier de la Légion d'Honneur. Marié le 4 août 1830, à Châlons-sur-Marne (Marne), avec Clémence Joséphine Félicité de Valori (1813-1905) ;
- Louise (Vertus 1800 - Vertus 1870), sans postérité ;
- Jules (Vertus 1802 - Saint-Dizier 1863), maître de forges à Marnaval, avocat à Paris, maire de Saint-Dizier. Marié le 29 avril 1835, à Paris, avec Marie Félicité Madeleine Collette de Baudicour (1818-1904) (postérité).

Il décède à Châlons en 1834, dont il fut conseiller municipal, emporté par la maladie.
Il est décoré du grade de chevalier dans l’ordre de la Légion d’Honneur le 3 janvier 1815, en qualité d’inspecteur de l’académie de Paris.

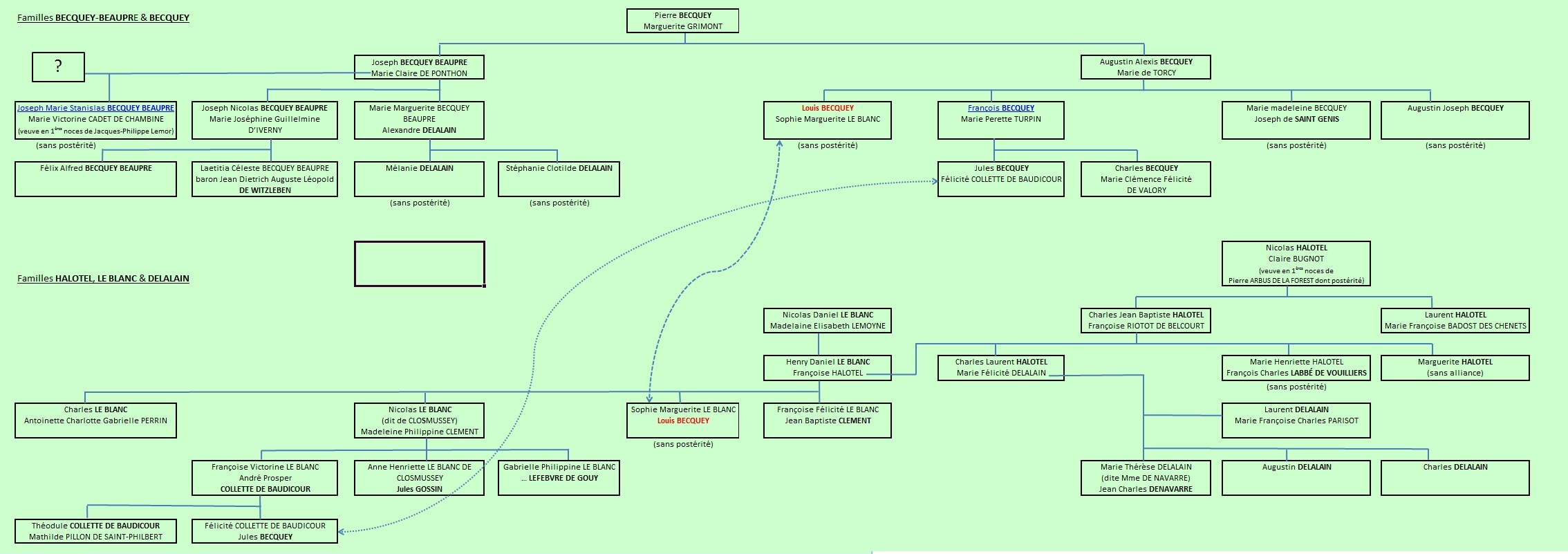
Généalogie simplifiée de la famille Becquey.

## Activités professionnelles
Après des études de droit, il est reçu au serment d’avocat au parlement de Paris le 29 juillet 1784 après examen de l’extrait baptistaire du 13 avril 1759 et du certificat d’étude de droit français du 1er juillet.
Il est conseiller d’arrondissement à Épernay (An VIII), puis conseiller de préfecture Châlons (An X).
Il est nommé au Corps législatif pour ce département par le Sénat conservateur le 8 frimaire an XII [30 novembre 1803]. Il prête serment (« promesse de fidélité à la constitution ») lors de la séance du Corps législatif du 15 nivôse an XII (6 janvier 1804). Son mandat prenait fin en l’An XVII (1808). Il est élu vice-président du Corps législatif en décembre 1808,.
En 1809, il est nommé inspecteur de l'Académie de Paris, confirmé le 17 février 1815 comme inspecteur de l'Université de Paris,. François Becquey reste en fonction pendant vingt-deux ans, jusqu'en 1831.

## Activité littéraire
- Sur les avantages de l’Agriculture à triple point de vue, de l’économie politique, de l’histoire naturelle et de la morale (20 août 1809) ;
- Traduction en vers des huit premiers vers de l’Énéide (1808 et 1828)[note 11] ;
- Notice historique du citoyen de Branges, secrétaire général de la préfecture de la Marne (avocat général et ancien député à la Législative) (an XII) ;
- Le Père à ses Fils au Berceau, pièce en vers (1er vendémiaire an VII) ;
- L’Absence, pièce de vers élégiaques (30 ventôse an VII).

## Archives

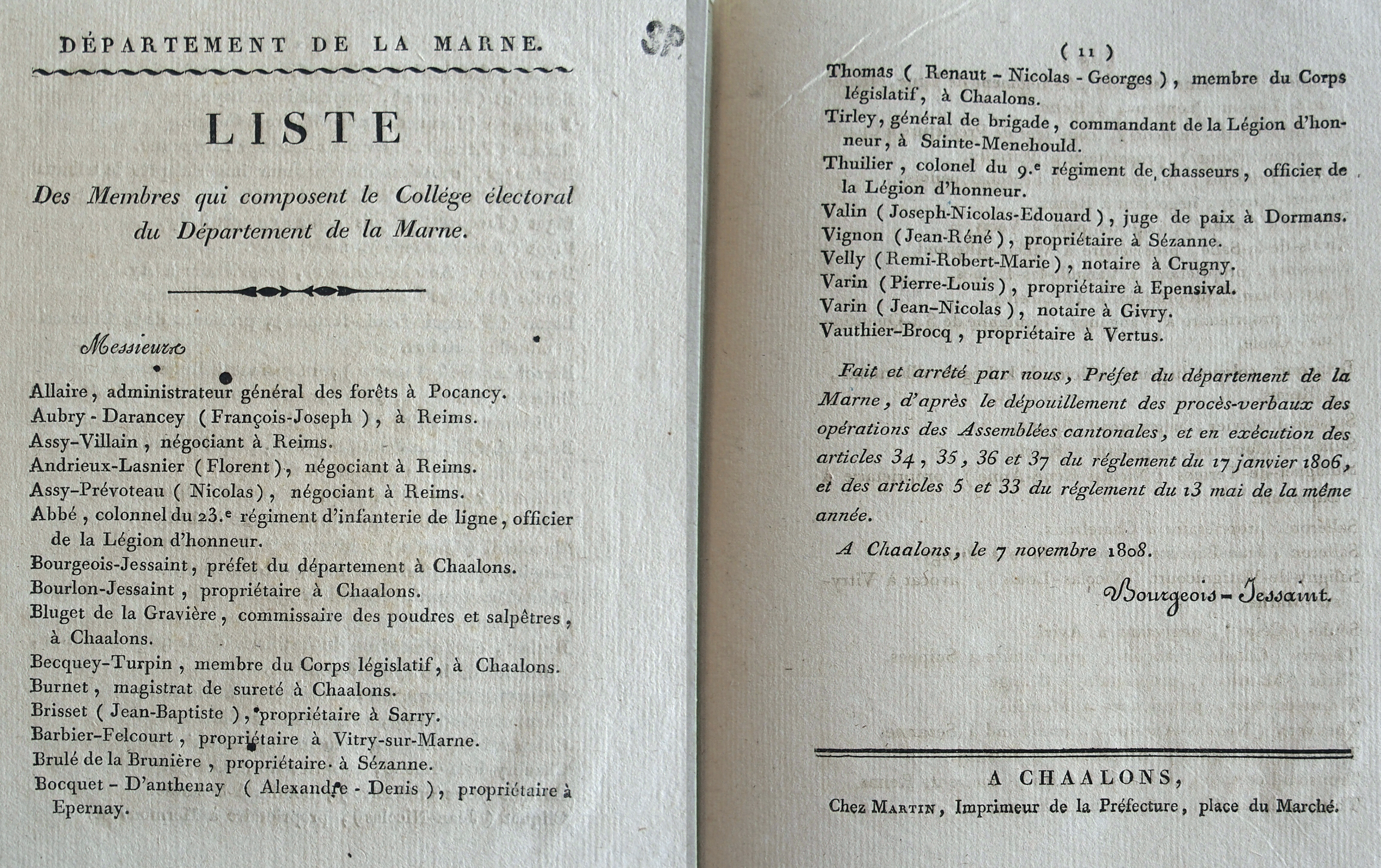
Liste des membres qui composent le collège électoral du département de la Marne - 1808

- Intervention de Louis Becquey auprès du préfet de Jessaint en faveur de la nomination de son frère François à l’emploi de conseiller de préfecture – 1802 (AD de la Marne – cote 1 M 15).

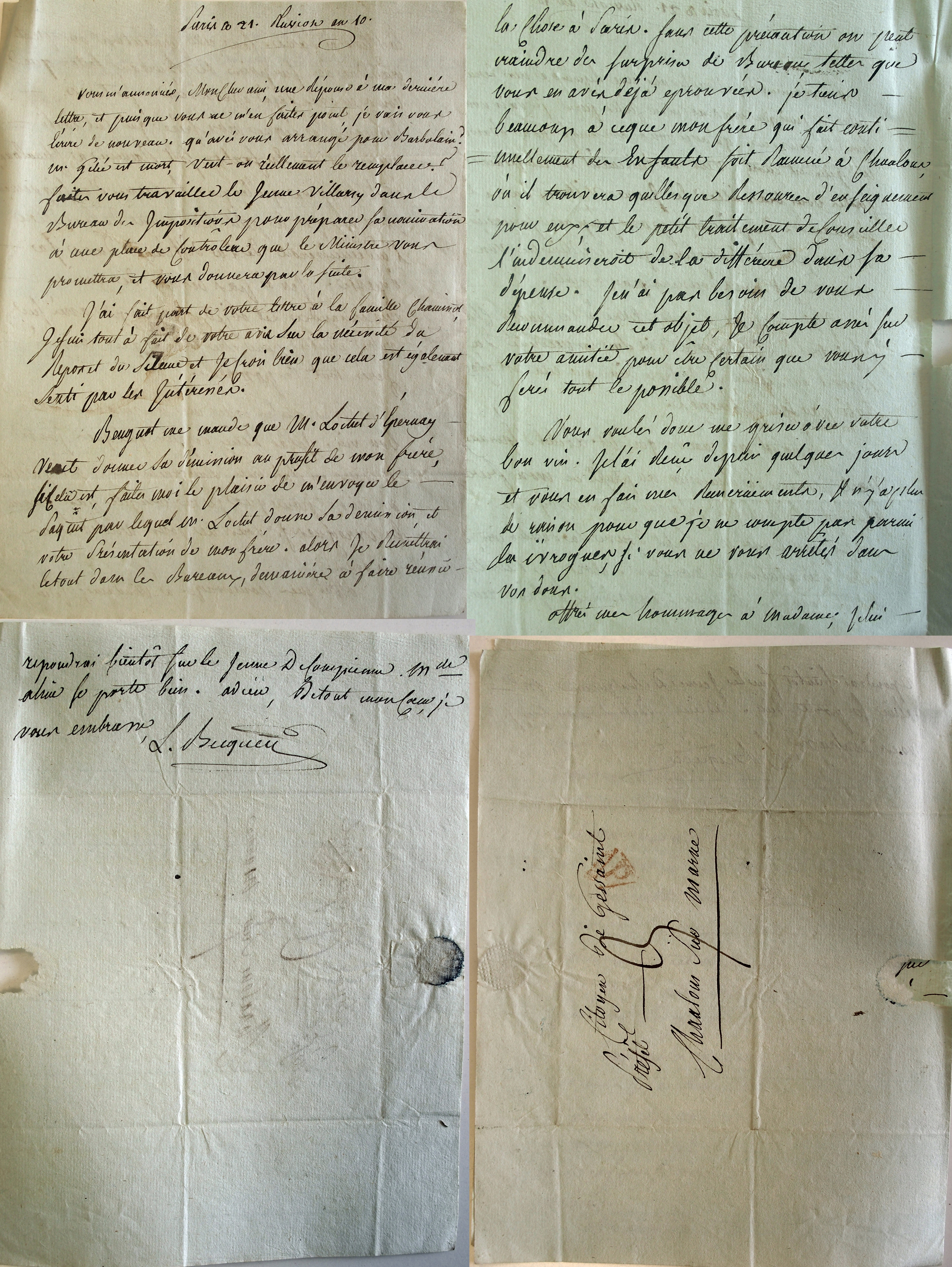
Lettre du 21 pluviôse An 10 (février 1802)[note 12]
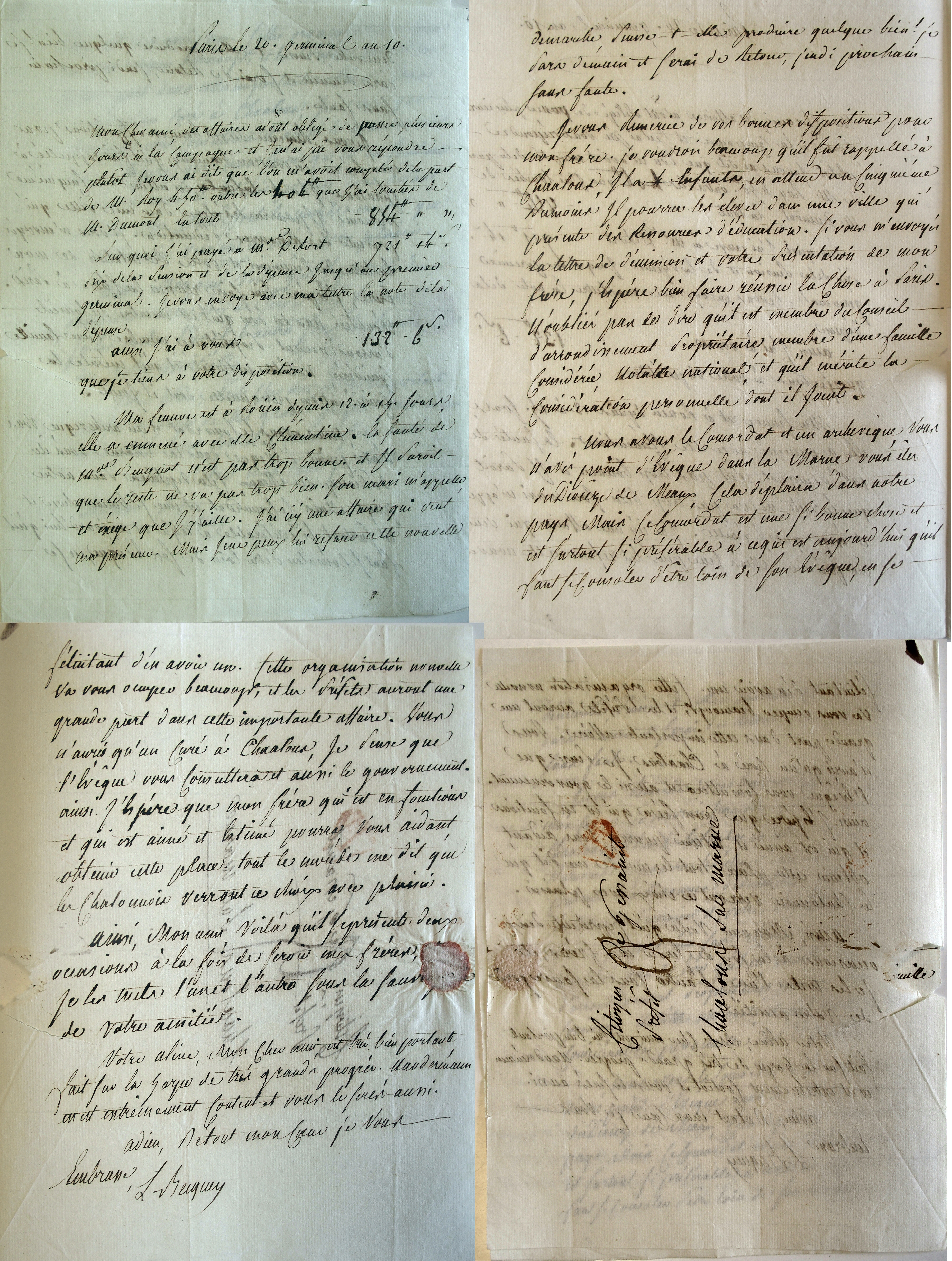
Lettre du 20 germinal An 10 (avril 1802)[note 13]
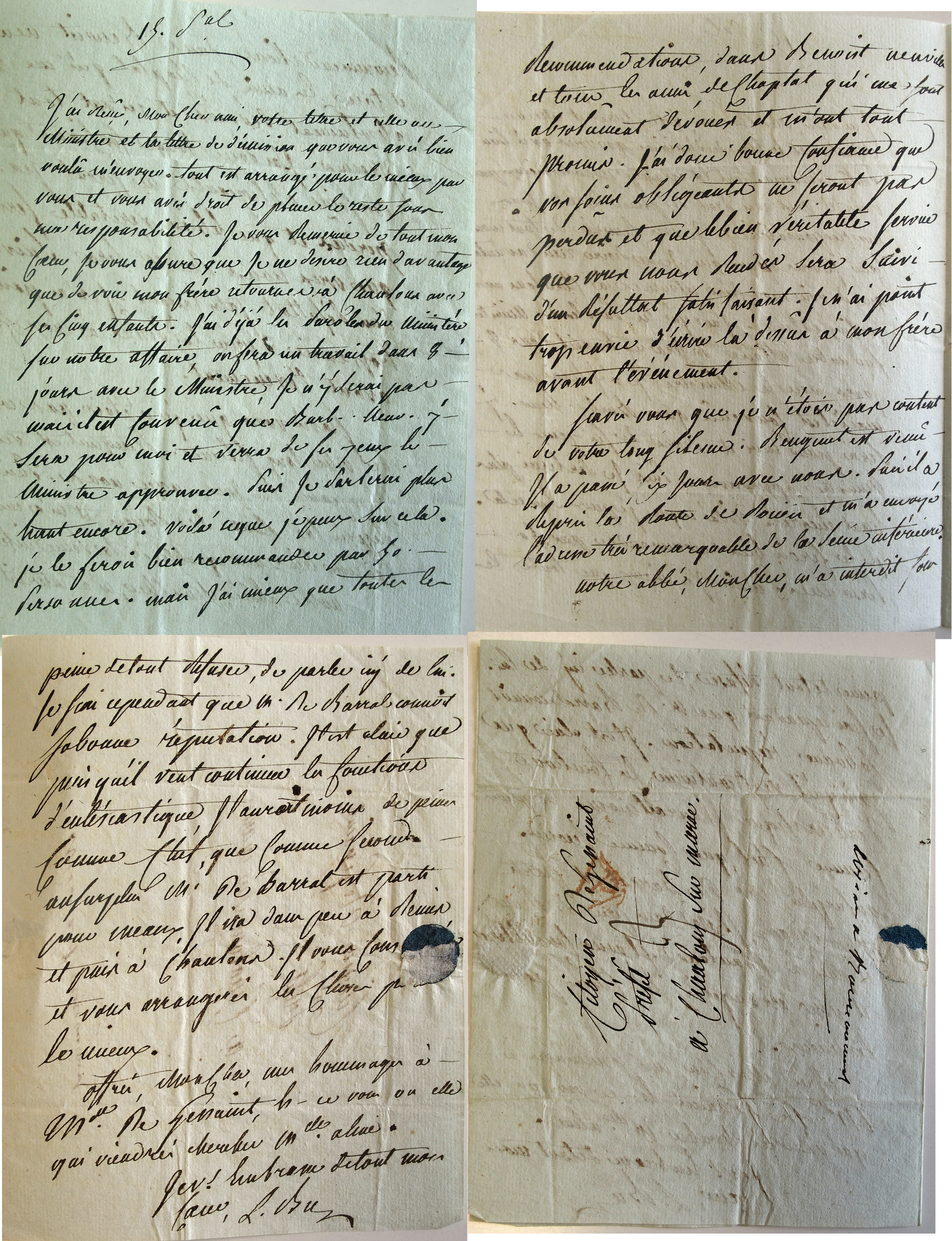
Lettre du 15 prairial An 10 (juin 1802)[note 14]
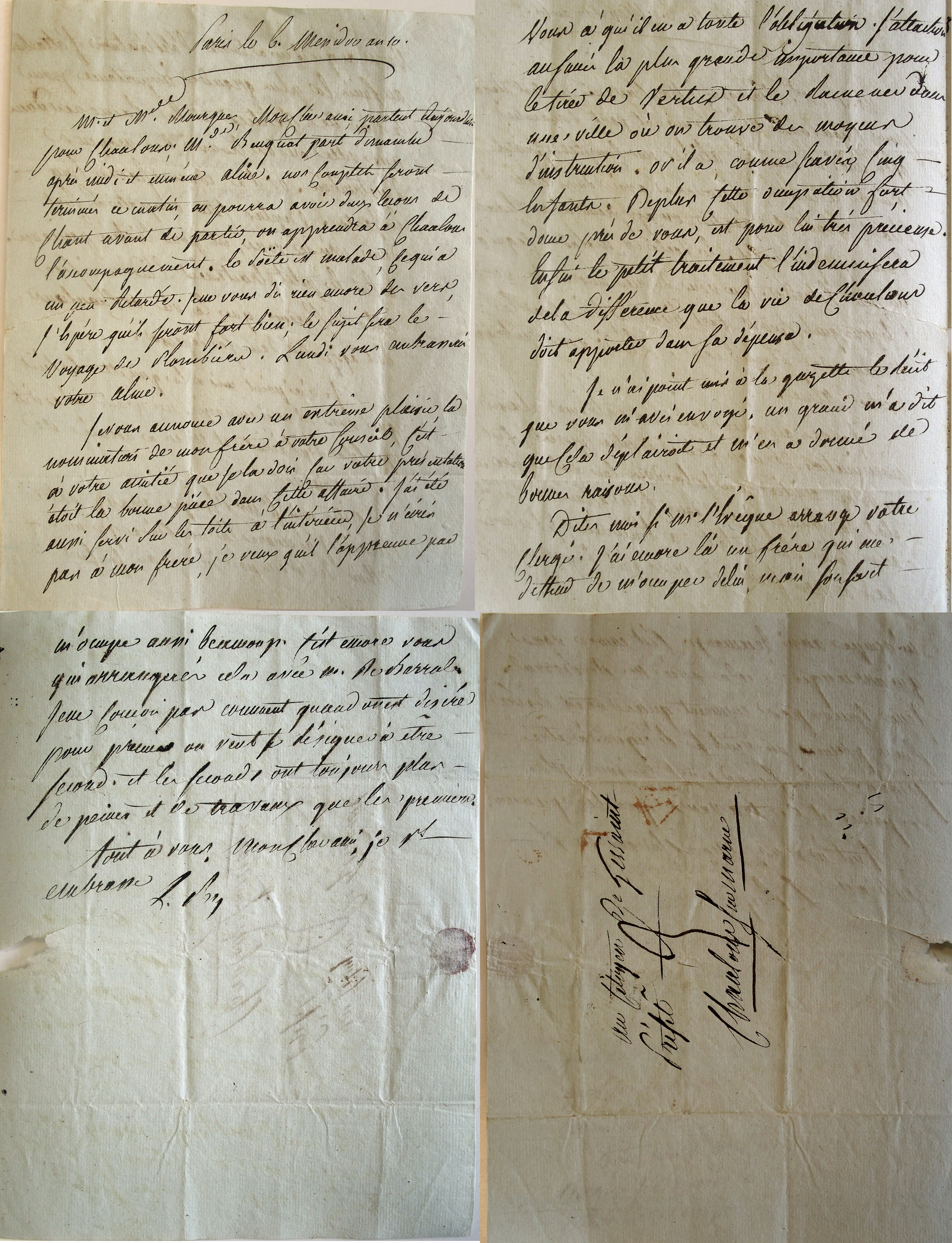
Lettre de messidor An 10 (juin-juillet 1802)[note 15]

- Registre donnant des « détails personnels » notamment sur les conseillers d’arrondissement et de préfecture (AD de la Marne – cote 1 M 32)

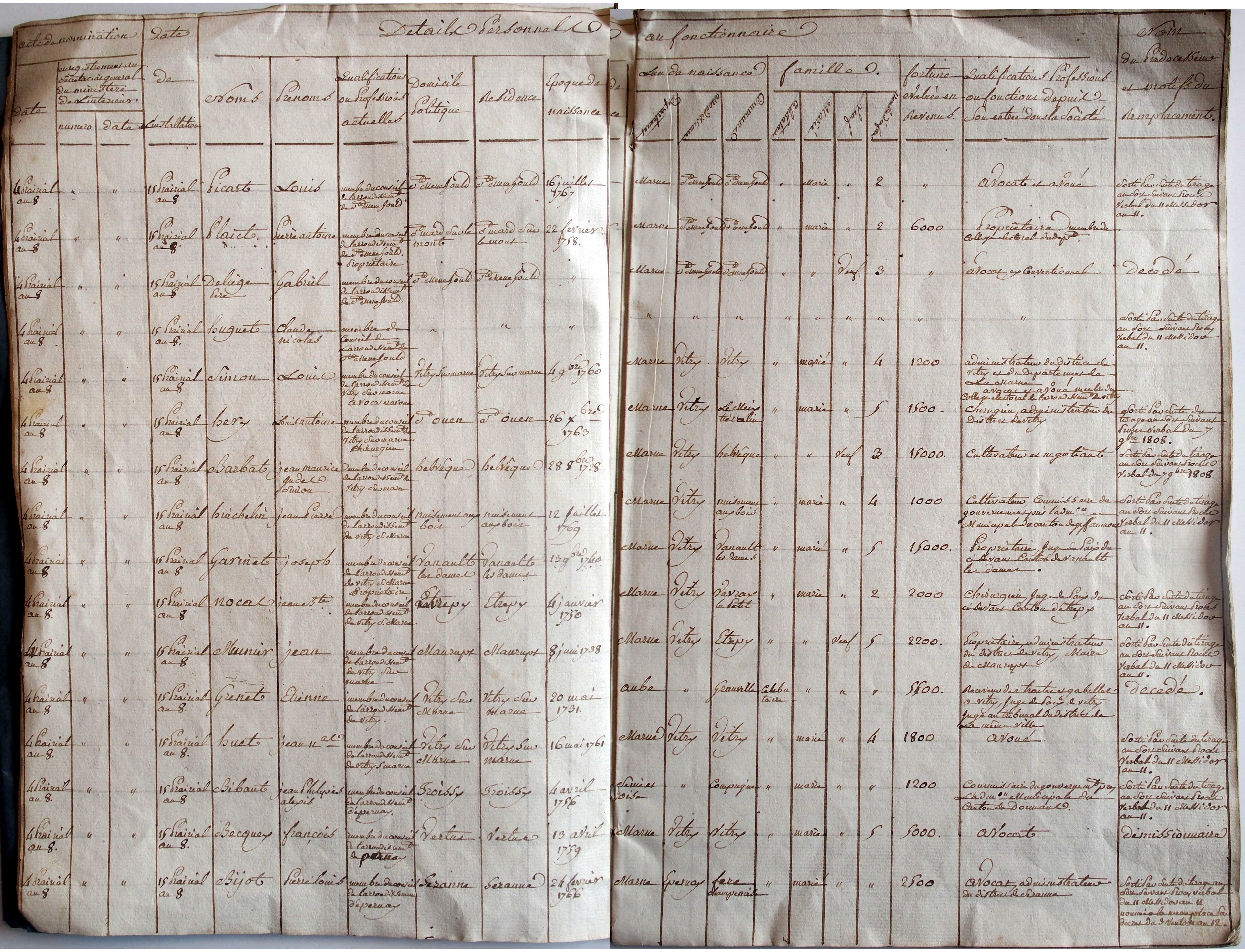
Détails personnels de François Becquey (conseiller d’arrondissement - An VIII)[note 16]
Détails personnels de François Becquey (conseiller de préfecture - An X)[note 17]

- Procès-verbal de la première session du collège électoral du département de la Marne pour la désignation des candidats au Sénat conservateur, au Corps législatifs et Conseil général du département – 1803 (AD de la Marne – cote 3 M 11)

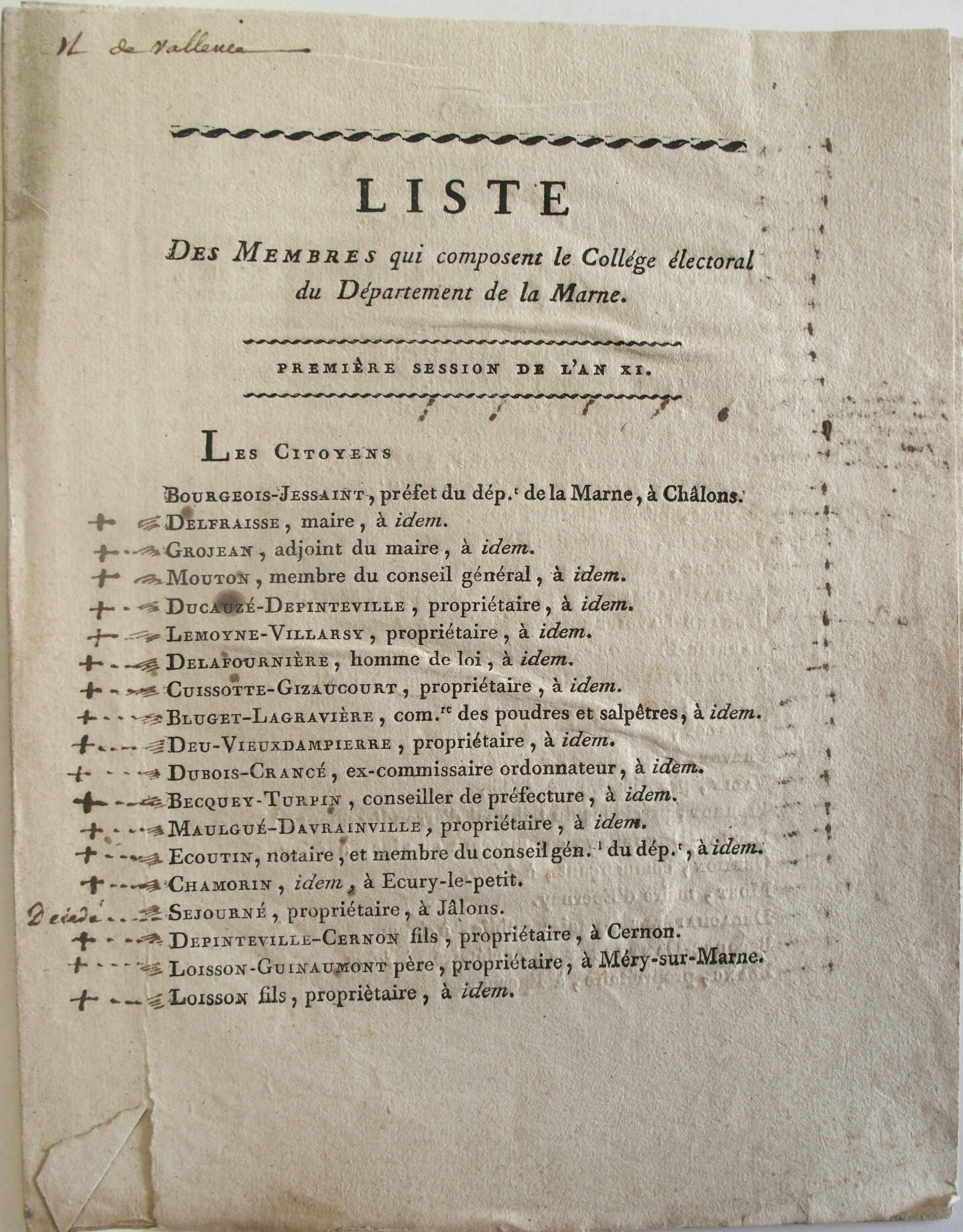
Liste des membres qui composent le collège électoral du département de la Marne - An XI[note 18]
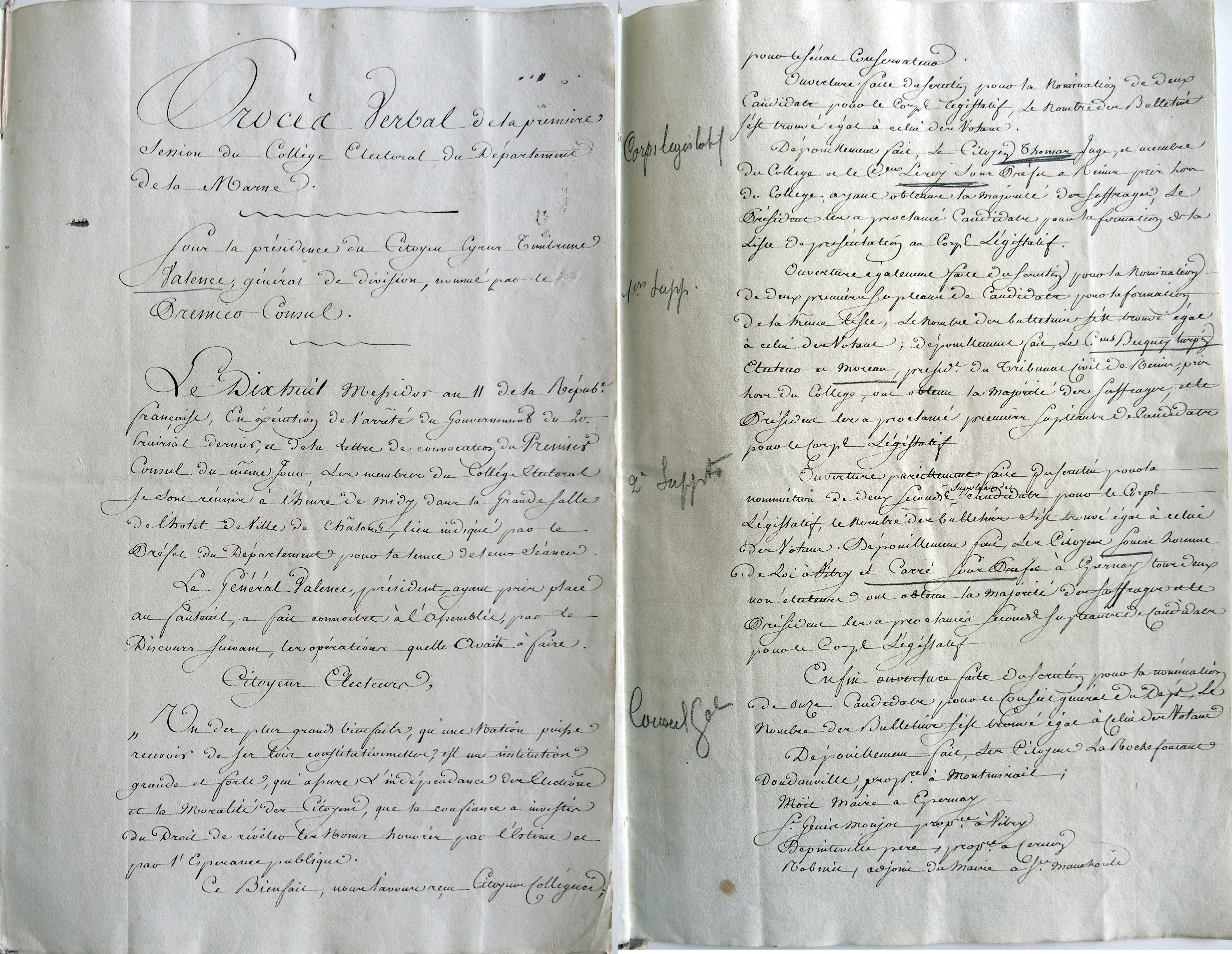
Procès-verbal de la première session du collège électoral de la Marne - an XI[note 19]

- Renseignements sur les fonctionnaires (en poste ou ayant été appelé à d’autres fonctions) de l’arrondissement d’Épernay – 1805 (AD de la Marne – cote 1 M 33)

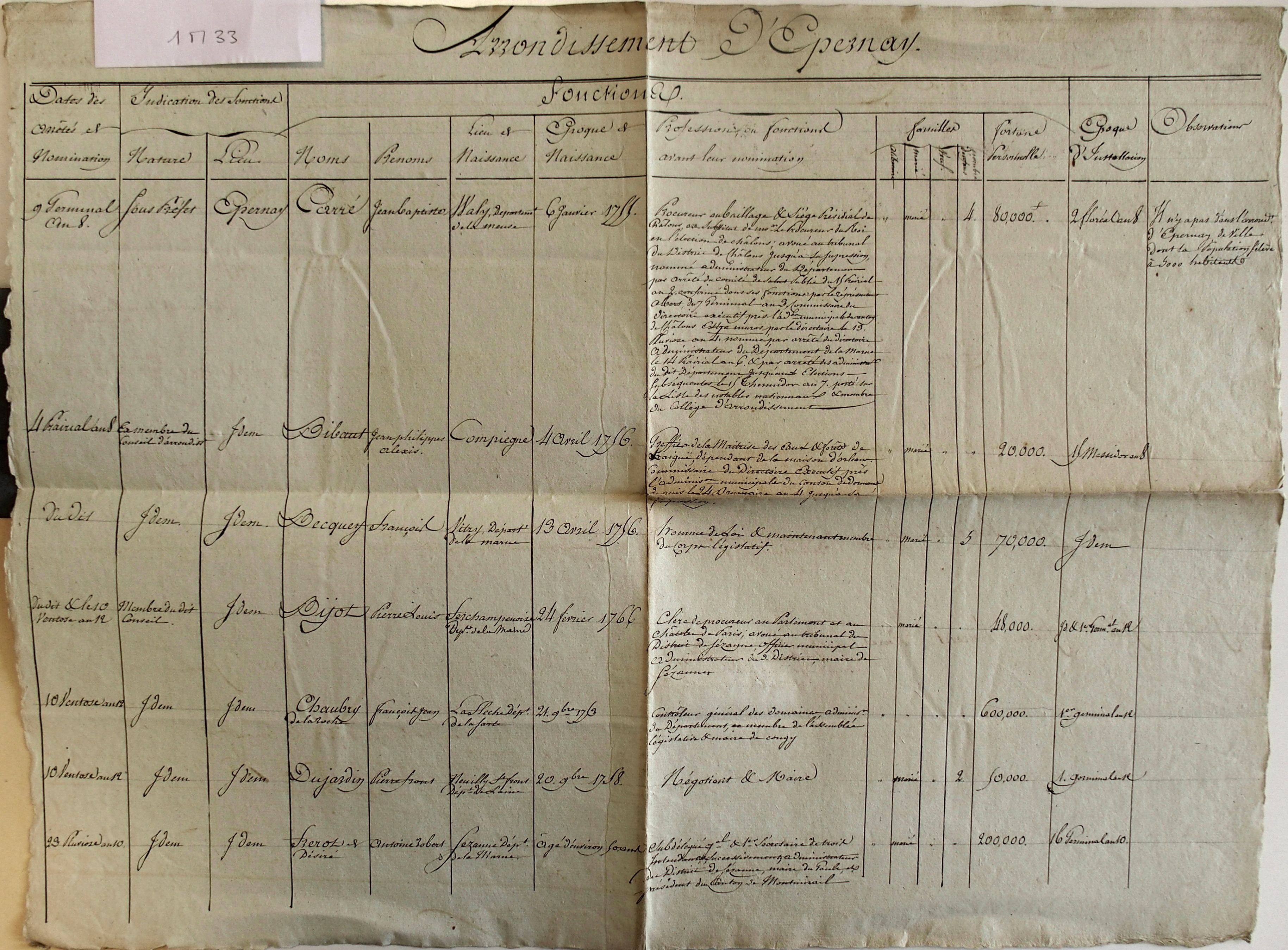
renseignements sur François Becquey – 1805[note 20]

- Liste des membres qui compose le collège électoral du département de la Marne – 1808 (AD de la Marne – cote 1 M 50)

- Liste des membres qui composent le collège électoral du département de la Marne - 1808[note 21]

### notes
1. ↑  Par erreur, reprise par de nombreux auteurs jusqu’à nos jours, François Becquey est confondu avec son frère Louis Becquey à telle enseigne que la notice consacrée à Louis Becquey dans le Dictionnaire des parlementaires français... depuis le 1er mai 1789 jusqu'au 1er mai 1889, Tome I, de « A à Cay », Paris, Bourloton éditeur, 1889, page 233 et suiv. (sur le site Gallica de la BNF) prénomme ce dernier « François-Louis » et le mentionne comme membre du Corps législatif alors qu’il s’agit de François.
Cette erreur a été corrigée dans le Dictionnaire de biographie française, Tome cinquième, Paris, 1951, qui termine la notice consacrée à « BECQUEY (Louis) » par le commentaire « L'essentiel de ses publications se trouve au catalogue des imprimés de la Bibliothèque nationale, sous la rubrique erronée de Becquey (François-Louis) et avec l'attribution fautive de la traduction de l'Enéide, œuvre de son frère François. ». (Confusion corrigée depuis dans le répertoire des écrits de Louis Becquey à la BNF ; Textes référencés « Becquey » sur le site Data.bnf.fr.)
Vraisemblablement cette erreur tient à la circonstance que Louis n’est pas étranger à la carrière de François notamment dans sa nomination de conseiller de préfecture auprès du préfet de la Marne : « En l’An VIII, il [Louis] fait partie de l’entourage de Lucien Bonaparte et du Premier Consul ; il est lié avec le troisième Consul Lebrun, et joue un rôle important dans les nominations aux postes clés des départements de la Champagne méridionale. » (Voir [collectif], Grands notables du Premier Empire, page 44, notice consacrée à Louis Becquey). En outre, « Lucien Bonaparte fut lui-même conseillé par Beugnot, ancien procureur général-syndic de l'Aube et ancien député à la Législative, et par [Louis] Becquey qui avait aussi exercé la fonction de procureur-syndic de la Haute-Marne. » (Voir Centre régional de documentation pédagogique de Champagne-Ardenne, 2001, Les Préfets de la marne - « Les premières nominations » [NB : cet article est illustré du portrait de François Becquey par confusion avec celui de Louis Becquey]).
Enfin, les qualités de « conseiller » de l’université, pour Louis, et d’« inspecteur » de l’académie puis de l’université de Paris, pour François, peuvent prêter à confusion entre eux, comme la circonstance que le premier est parlementaire représentant de la Haute-Marne et le second de la Marne.
2. ↑  Caquot (Bibliographie) donne quelques informations sur les trois frères Becquey ; Augustin-Joseph, François et Louis.
Beugnot (bibliographie), page 297, indique : « Becquey [Louis] avait eu deux frères et une sœur. (...) Le second [François], fut à la même époque [l’Empire], membre du Corps législatif, puis inspecteur de l’université : on a de lui une traduction en vers de l'Énéide de Virgile, qui n’est pas sans mérite.  »
3. ↑  Il est décoré du grade de chevalier dans l’ordre de la Légion d’Honneur le 1er mai 1821 (voir dans la base ELEONOR des Archives nationales le dossier LH/161/86 d’Augustin, Joseph Becquey, abbé, provicaire général de Châlons).
4. ↑  L’acte de naissance indique ; père « employé dans les subsistances militaires, demeurant rue Saint-Nicaise. »
5. ↑  L’acte de décès indique ; « Décès dans la maison de son père rue Petite Etape … sous-lieutenant dans le corps du génie militaire, âgé de 20 ans 2 mois (...) Père, inspecteur de l’Académie de Paris. » Sorti 4e de l’École Polytechnique, reçu 1er à l’École du génie de Metz, il fait partie des élèves désignés pour desservir l’artillerie sur les buttes Montmartre et St-Chamond lorsque l’armée d’invasion encercla Paris en 1814. Il s’y distingue, rentre à Châlons pour se reposer mais est emporté par la fièvre typhoïde. Père et fils, par une sorte de jeu intellectuel, s’écrivaient en vers latin.
6. ↑  Liée d’une grande amitié avec Victorine Le Blanc de Closmussey (fille de Nicolas Le Blanc de Clomusey, élevée par sa grand-tante Marie Félicité Halotel, née Delalain, parente par alliance du couple Louis Becquey).
7. ↑  L'acte de décès de François Becquey indique : « ...ancien membre du corps législatif... ».
8. ↑  François Becquey est conseiller de préfecture à la préfecture de la Marne lorsqu’il est nommé au Corps législatif pour ce département par le Sénat conservateur : « Becquey, conseiller de préfecture, domicilié à Châlons » (Voir Recueil des loix de la République française et des actes des autorités constituées..., Tome XIII, volume XXXVII, Bruxelles, G. Huyghe libraire-éditeur, 1804, page 213).
Lorsqu'il prête serment, il est présenté comme : « conseiller de préfecture, domicilié à Châlons » (Voir Archives parlementaires de 1787 à 1860 : recueil complet des débats..., deuxième série (1800 -1860), Tome V (27 avril 1803 – 6 mars 1804), Paris, librairie administrative de Paul Dumont, 1867, page 188-190.
De même ; « François Becquey conseiller de préfecture et bientôt membre du Corps législatif… » (Voir G. Clausse, La mise en application du concordat de 1801 dans la Marne, in Actes du 82e congrès des Sociétés savantes à Bordeaux en 1957, ministère de l'Éducation nationale-Comité des travaux historiques et scientifiques-Section d'histoire moderne et contemporaine, Paris, imprimerie nationale, 1958, page 296, note (1) en bas de page) (sur le site Gallica de la BNF).
9. ↑  Pour les élections de 1827, le préfet Bourgeois de Jessaint propose François Becquey en 3e position des candidats officiels pour le collège de Châlons-sur-Marne/Épernay, qui ne sera toutefois pas retenu par le gouvernement au profit du 1er candidat proposé Saint-Chamans. Face à ce candidat du gouvernement, c’est Royer-Collard qui est finalement élu (Voir Georges Clause, Les élections de 1827 dans le département de la Marne, in [Collectif], « La France au XIXe siècle – études historiques, mélanges offerts à Charles-Hippolyte Pouthas », Paris, publications de la Sorbonne, 1973).
10. ↑  À la création du corps des inspecteurs de l'académie de Paris, en 1809, les missions des inspecteurs couvrent les départements de la Seine, de l’Aube, d'Eure-et-Loir, de la Marne (NB : où réside François Becquey), de Seine-et-Marne, de Seine-et-Oise et de l’Yonne (Voir Tableau, indicatif des départements compris dans le ressort de chaque université, conformément à l’article 1er de l’ordonnance du Roi, en date du 17 février 1815, in L'ami de la religion, journal ecclésiastique, politique et littéraire, Tome quatrième, Paris, chez Adrien Le Clere imprimeur, MDCCCXV, page 176).
 Les premiers inspecteurs de l'académie de Paris sont au nombre de quatre : Frayssinous, Chambry, Frédéric Cuvier, Ruphy. Mais, un arrêté du Conseil de l’Empire, en date du 16 mars 1810, en fixe à six le nombre. En 1813-1814, ils sont cinq ; aux quatre précédents s'ajoute le nom de François Becquey. Avec les remaniements de l'ensemble des instances dirigeantes, liés à la seconde Restauration, la liste des inspecteurs de l'académie de Paris s'établit comme suit : Hippolyte Rousselle, Frédéric Cuvier, Vincent Campenon, l'abbé André René Pierre Daburon, Castel et François Becquey (Voir Isabelle Havelange, Françoise Huguet, Bernadette Lebedeff, Les inspecteurs généraux de l'Instruction publique. Dictionnaire biographique 1802-1914, Paris, I.N.R.P. et C.N.R.S., 1986, notices consacrées à Nicolas Thibault (1769-1830) et à l’abbé Louis Gabriel Taillefer (1767-1852)).
11. ↑  François Becquey traduit, en 1808, en vers français les quatre premiers chants de l’Énéide, puis les quatre suivants en 1828 (Voir L'Enéide, traduction en vers français, par François Becquey. Première partie, contenant les quatre premiers livres, Paris, librairie stéréotype, 1808, (in-8), chez H. Nicolle rue des Petits-Augustins n° 15 in Compte rendu dans le Mercure de France, tome trente-troisième, Paris, Arthus Bertrand libraire, 1808, page 411. Voir également Bernard Julien, Histoire de la poésie française à l’époque impériale…, Tome premier, Paris, Paulin éditeur, 1844, page 326.
La première publication fait l’objet d’une présentation au Corps législatif dans sa séance du 29 octobre 1808 (Voir Corps législatif : rapports et discours, Volume 7, Paris, imprimerie nationale, 1808, séance du 29 octobre 1808).
« Nous avons parlé de la traduction de Mr François Becquey. Il (Legouvé) la trouve fort inférieure à celle de Delille, parce que la première qualité dans la traduction d’un poète est d’être soi-même poète. Il dit que dans cette traduction on a mis un mot sur l’autre mais que cette apparente exactitude ne rend pas l’original, que la traduction de Delille est bien plus infidèle et cependant bien plus agréable à lire ; qu’il n’y a pas de plus mauvais système que de rendre les mots par des mots correspondants au lieu de rendre l’effet et de chercher des équivalents. Cela dit, il convient que la traduction de Mr Becquey est bien supérieure à celle de Gaston, qui a le même défaut, sans avoir autant d’élégance et de fidélité. Le jugement d’un professeur de littérature est un peu sévère, mais il est juste. La supériorité reconnue de Mr Becquey sur Mr Gaston suffit pour lui faire beaucoup d’honneur. » (extrait de la lettre du 14 septembre 1808 de Deleuze à Mme Halotel citée in Théodule Collette de Baudicour, Souvenirs de famille (1750 - 1881), cahier I, chez l'auteur (circa 1910–1915), pp. 64).
12. ↑  Paris le 21 pluviose an 10 [février 1802]
§1 « Vous m’annoncié, mon cher ami, une réponse à ma dernière lettre, et puisque vous ne m’en faites point, je vais vous écrire de nouveau. Qu’avez-vous arrangé pour Barbalain M G... est mort, veut-on réellement le remplacer ? Faites vous travailler le jeune Villarny dans le bureau des impositions pour préparer sa nomination à une place de contrôleur que le ministre vous promettra et vous donnera par la suite. »
§2 « J’ai fait part de votre lettre à la famille Chaminot. Je suis tout à fait de votre avis sur la nécessité du repos et du silence et je crois bien que cela est également senti par les intéressés. »
§3 « Beugnot me mande que M. Lochet d’Épernay veut donner sa démission [du conseil de préfecture] au profit de mon frère [François]. Si cela est, faites moi le plaisir de m’envoyer le ... par lequel M. Lochet donne sa démission et votre présentation de mon frère. Alors je remettrai le tout dans les bureaux [de l’Intérieur], de manière à faire réussir la chose à Paris. Sans cette présentation on peut craindre on peut craindre des surprises des bureaux telles que vous en avez déjà éprouvées. Je tiens beaucoup à ce que mon frère qui fait continuellement des enfants soit nommé à Chaalons où il trouvera quelles que ressources d’enseignement pour eux et le petit traitement de conseiller [de préfecture] l’indemniserait de la différence dans sa dépense. Je n’ai pas besoin de vous recommander cet objet, je compte assez sur votre amitié pour être certain que vous y feré tout le possible. »
§4 « Vous voulé me griser avec votre bon vin. Je l’ai reçu depuis quelques jours et je vous en fais … remerciements. Il n’y a plus de raison pour que je ne compte pas parmi les ivrognes si vous ne vous arreté dans vos dons. »
Dernier § « Offré mes hommages à madame. Je lui répondrai bientôt sur le jeune De…. Mlle Aline [parente de Jessaint] se porte bien. Adieu, de tout mon cœur je vous embrasse. »
L. Becquey
Citoyen de Jessaint, préfet, Chaalons sur marne.
13. ↑  Paris le 20 germinal an 10 [avril 1802]
§1 « Mon cher ami, des affaires m’ont obligé de passer plusieurs jours à la campagne et je n’ai pu vous répondre plutôt. Je vous ai dit que l’on m’avait compté de la part de M. Roy 450# outre les 404# que j’ai touché de M. Dumont. En tout 854#. Sur quoi j’ai payé à Mde Detort 721# 14c prix de la pension et de la dépense jusqu’au premier germinal. Je vous envoye avec ma lettre la note de la dépense. Aussi j’ai à vous 132# 6c que je tiens à votre disposition. »
§2 « Ma femme est à Rouen depuis 12 à 15 jours. Elle a emmené avec elle Clémentine. La santé de Mde Beugnot n’est pas trop bonne et … … que le reste ne va pas trop bien. Son mari m’appelle et exige que j’y aille. J’ai icy une affaire qui veut ma présence. Mais je ne peux lui refuser cette nouvelle démarche, puisse-t-elle produire quelque biens ! Je pars demain et serai de retour jeudi prochain sans faute. »
§3 « Je vous remercie de vos bonnes dispositions pour mon frère [François]. Je voudrais beaucoup qu’il fut rappellé à Chaalons. Il a 4 enfants, en attend un cinquième. Au moins il pourra les élever dans une ville qui présente des ressources d’éducation. Si vous m’envoyer la lettre de démission et votre présentation de mon frère, j’espère lui faire réussir la chose à Paris. N’oublier pas de dire qu’il est membre du conseil d’arrondissement [d’Épernay], propriétaire, membre d’une famille considérée notable national et qu’il mérite la considération personnelle dont il faut. »
§4 « Nous avons le concordat et un archevêque. Vous n’avez point d’évêque dans la Marne, vous êtes du diocèse de Meaux. Cela déplaira dans votre pays mais ce concordat est une si bonne chose et est surtout si préférable à ce qui est aujourd’hui qu’il faut se consoler d’être loin de son évêque en se félicitant d’en avoir un. Cette organisation nouvelle va vous occuper beaucoup et les préfets auront une grande part dans cette importante affaire. Vous n’auré qu’un curé à Chaalons. Je pense que l’évêque vous consultera et aussi le gouvernement. Ainsi j’espère que mon frère [Augustin Joseph] qui est en fonction et qui est aimé et … pourra vous aidant obtenir cette place. Tout le monde me dit que les chalonnais verront ce choix avec plaisir. » 
§ 5 «  Ainsi, mon ami, voilà qu’il se présente deux occasions à la fois de servir mes frères ... Je les mets l’un et l’autre sous la sauvegarde de votre amitié. » 
§6 « Votre Aline [parente de Jessaint], mon cher ami, est très bien portante fait sur la harpe de très grands progrès. … en est entièrement content et vous le serez aussi. »
Dernier § « Adieu, de tout cœur je vous embrasse. »
Louis Becquey
Citoyen de Jessaint, préfet, Chaalons sur marne
(NB : Louis Becquey intervient pour ses deux frère ; François et Augustin Joseph).
14. ↑  15 Pal [juin (1802)]
§1 « J’ai reçu, mon cher ami, votre lettre et celle au ministre et la lettre de démission [de Lochet] que vous avez bien voulû m’envoyer. Tout est arrangé pour le mieux par vous et vous avez droit de placer le reste pour mes responsabilités. Je vous remercie de tout mon cœur, je vous assure que je ne désire rien davantage que de voir mon frère [François] retourner à Chaalons avec ses cinq enfants. J’ai déjà la parole du ministère sur notre affaire. On fera un travail dans 8 jours avec le ministre. Je n’y serai pas mais il est convenu que B… y sera pour moi et verra de ses yeux le ministre approuver. Puis je parlerais plus haut encore. Voila ce que je peux sur cela. Je le ferai bien recommander par … … mais j’ai mieux que toutes les recommandations dans Benoist … et … … … de Chaptal qui me sont absolument dévoués et m’ont tout promis. J’ai donc bonne conscience que vos soins obligeants ne seront pas perdus et que le bien véritable service que vous nous rendez sera saisi d’un résultat satisfaisant. Je n’ai point trop envie d’écrire la dessus à mon frère avant l’événement. »
§2 « Savez-vous que je n’étais pas content de votre long silence. Beugnot est venu. Il a passé six jours avec nous. Puis il a repris la route de Rouen et m’a envoyé l’adresse très remarquable de la seine inférieure. »
§3 « Votre abbé, mon cher, m’a interdit sous peine de tout refuser, de parler  ... de lui. Je sais cependant que M. de Barral connait sa bonne réputation. Il est clair que puisqu’il veut continuer la fonction d’ecclésiastique, il aurait moins de peine comme chef que comme second. Au surplus de M. de Barral est parti pour Meaux. Il ira dans peu à Reims et puis à Chaalons. Il vous … … et vous arrangerez la chose pour le mieux. » 
§4 « Offré, mon cher, un hommage à Mde de Jessaint. Est-ce vous ou elle qui viendré chercher Mlle Aline [parente de Jessaint] »
Dernier § « Je vous embrasse de tout mon cœur »
L Becquey
Citoyen de Jessaint, Préfet, à Chaalons Sur Marne
15. ↑  Paris le ... messidor an 10 [juin/juillet 1802)
§1 « M. et Mde Mourgue, mon cher ami, partent aujourd’hui pour Chaalons. Mde Beugnot part dimanche après midi et emmène Aline [parente de Jessaint]. … … seront terminés ce matin, on pourra avoir deux leçons de chant avant de partir, on apprendra à Chaalons l’accompagnement. La … est malade ce qu’à un peu retardé … vous … rien encore de vers. J’espère qu’ils seront fort bien ; le … fera le voyage de Plombières. Lundi vous embrasserez votre Aline. »
§2 « Je vous annonce avec un extrême plaisir la nomination de mon frère [François] à votre conseil [de préfecture]. C’est à votre amitié que je la dois car votre présentation  était la bonne pièce dans cette affaire. J’ai été aussi servi par les  … à l’intérieur. Je n’écris pas à mon frère, je veux qu’il l’apprenne par vous à qui il a toute l’obligation. J’attacherai … la plus grande importance pour le tirer de Vertus et le ramener dans une ville où on trouve les moyens d’instruction. Or il a … ... cinq enfants. De plus cette occupation fort donc près de vous est pour lui très précieuse. Enfin le petit traitement l’indemnisera de la différence que la vie de Chaalons doit apporter sur sa dépense. »
§3 « Je n’ai point mis à la … le … que vous m’avé envoyé. Un … m’a dit que cela déplairait et m’en a donné de bonnes raisons. »
§4 « Dites moi si M. l’évêque arrange votre clergé. J’ai encore là un frère [Augustin Joseph] qui me deffend de m’occuper de lui, mais son sort m’occupe aussi beaucoup. C’est encore vous qui arrangerez cela avec M. de Barral … … pas comment quand …  désiré pour premier on veut le désigné à être second et les seconds ont toujours plus de peine et de travaux que les premiers. »
Dernier § « Tout à vous mon cher ami, je vous embrasse »
L By [Louis Becquey]
Au citoyen De Jessaint, Préfet, Chaalons sur Marne
(NB : Louis Becquey intervient pour ses deux frère ; François et Augustin Joseph).
16. ↑  « Becquey François, nommé le 4 prairial An 8 membre du conseil d’arrondissement Épernay et installé le 15 prairial An 8, domicilié à Vertus, né le 13 avril 1759 à Vitry (Vitry-le-François), marié, 5 enfants, revenus évalués à 5 000 F, avocat, prédécesseur démissionnaire. »
17. ↑  « Becquey François, nommé le 29 prairial An 10 conseiller de préfecture et installé le 20 messidor An 10, domicilié à Chaalons (Châlons-en-Champagne), né le 13 avril 1759 à Vitry (Vitry-le-François), marié, 5 enfants, revenus évalués à 5 000 F, avocat, en remplacement de M. Lochet Dachesset démissionnaire. »
18. ↑  « Becquey-Turpin, conseiller de préfecture à Châlons »
19. ↑  « Dépouillement fait, les c[itoy]ens Becquey Turpin électeur, et Moreau, présid[en]t du tribunal civil de Reims, pris hors du collège, ont obtenu la majorité des suffrages et le président [du collège électoral] les a proclamé premiers suppléants de candidats pour le corps législatif. »
20. ↑  « Becquey François, ex membre du conseil d’arrondissement, nommé le 4 prairial an 8 et installé le 15 messidor [prairial] an 8, né à Vitry-le-François le 13 avril 1756 [1759], homme de loi et maintenant membre du corps législatif, marié, 5 enfants, 70 000 F de fortune personnelle. »
21. ↑  « Becquey-Turpin, membre du corps législatif, à Chaalons. »

### références
1. ↑  Voir dans la base ELEONOR des Archives nationales le dossier LH/161/87 de François Becquey.
2. ↑  Acte de naissance d’Augustin Joseph Becquey (folio 48 du registre paroissial (Notre-Dame) de Vitry-le-François année 1755 [vue numérisée 48/50]) (registre d’État-civil conservé aux Archives départementales de la Marne, cote E_dépôt_3254).
Biographie d'Augustin Joseph Becquey in Amédée Lhote, Biographies châlonnaises, Genève, Slatkine reprints, 1971 (réédition), page 26.
Voir également, [Collectif], L'ami de la religion et du roi, journal ecclésiastique, politique et littéraire, Tome 55, Paris, librairie ecclésiastique d'Adrien Le Clere et Cie, 1828.
3. ↑  Acte de naissance de François Becquey dans le registre paroissial Notre-Dame de Vitry-le-François, année 1759 [vue numérise 13/48]) (registre d’État-civil conservé aux Archives départementales de la Marne, cote E_dépôt_3258*).
4. ↑  Acte de décès de François Becquey dans le registre d’État-civil de Châlons-en-Champagne, année 1834 [vues numérisées 93-94/106]) (registre d’État-civil conservé aux Archives départementales de la Marne, cote 2E_119/401*).
5. ↑  Acte de mariage de François Becquey et de Marie Perette Turpin le 19 novembre 1792 à Châlons-sur-Marne, paroisse Notre Dame (folio 46 du registre d’État-civil de Châlons-en-Champagne [vue numérisée 325/338]) (registre d’État-civil conservé aux Archives départementales de la Marne, cote 2E119/4*).
6. ↑  Voir Almanach des autorités constituées du département de l'Escaut…, Volume 4, An XIII de la République, Gand, A. B. Steven imprimeur de la préfecture, page 57.
7. ↑  Voir Archives parlementaires de 1787 à 1860 : recueil complet des débats..., deuxième série (1800 -1860), Tome X (21 janvier 1808 – 5 juin 1810), Paris, librairie administrative de Paul Dumont, 1867, page 194.
8. ↑  Voir Bulletin des lois de la République française, 5e série, tome troisième, Paris, imprimerie impériale, 1815, page 139.
Voir également la mention « …ancien inspecteur de l’académie de Paris… » sur son acte de décès.
9. ↑  Voir Isabelle Havelange, Françoise Huguet, Bernadette Lebedeff, Les inspecteurs généraux de l'Instruction publique. Dictionnaire biographique 1802-1914, Paris, I.N.R.P. et C.N.R.S., 1986, notices consacrées à Nicolas Thibault (1769-1830) et à l’abbé Louis Gabriel Taillefer (1767-1852)).